# Amerikaanse Maagdeneilanden op de Olympische Zomerspelen 1968
De Amerikaanse Maagdeneilanden debuteerden op de Olympische Zomerspelen tijdens de Olympische Zomerspelen 1968 in Mexico-Stad, Mexico. Het zou tot 1988 duren voordat de eerste medaille werd gewonnen.

## Deelnemers en resultaten
(m) = mannen, (v) = vrouwen 

### Atletiek
| Olympiër        | Discipline      | Resultaat | Prestatie            |
| --------------- | --------------- | --------- | -------------------- |
| Carl Plaskett   | 200m (m)        | 35e       | serie 7: 6e in 21,29 |
| Franklin Blyden | 110m horden (m) | 29e       | serie 1: 5e in 14,7  |

### Gewichtheffen
| Olympiër       | Discipline       | Resultaat | Prestatie                                               |
| -------------- | ---------------- | --------- | ------------------------------------------------------- |
| Leston Sprauve | zwaargewicht (m) | 12e       | 467,5 kg (drukken 160,0 / trekken 147,5 / stoten 177,5) |

### Zeilen
| Olympiër                  | Discipline          | Resultaat | Prestatie                                              |
| ------------------------- | ------------------- | --------- | ------------------------------------------------------ |
| Per Dohm                  | Finn klasse (m)     | 32e       | 197 pnt. (34 - 28 - 33 - 38 - 37 - 34 - 31 = 235 pnt.) |
| John Hamber Rudy Thompson | Flying Dutchman (m) | 25e       | 172 pnt. (23 - 29 - 28 - 33 - 32 - 30 - 30 = 205 pnt.) |

Afghanistan · Algerije · Amerikaanse Maagdeneilanden · Argentinië · Australië · Bahama's · Barbados · België · Bermuda · Birma · Bolivia · Bondsrepubliek Duitsland · Brazilië · Brits-Honduras · Bulgarije · Canada · Centraal-Afrikaanse Republiek · Ceylon · Chili · Colombia · Congo-Kinshasa · Costa Rica · Cuba · Denemarken · Dominicaanse Republiek · Duitse Democratische Republiek · Ecuador · El Salvador · Ethiopië · Fiji · Filipijnen · Finland · Frankrijk · Ghana · Griekenland · Groot-Brittannië · Guatemala · Guinee · Guyana · Honduras · Hongarije · Hongkong · Ierland · IJsland · India · Indonesië · Irak · Iran · Israël · Italië · Ivoorkust · Jamaica · Japan · Joegoslavië · Kameroen · Kenia · Koeweit · Libanon · Libië · Liechtenstein · Luxemburg · Madagaskar · Maleisië · Mali · Malta · Marokko · Mexico · Monaco · Mongolië · Nederland · Nederlandse Antillen · Nicaragua · Nieuw-Zeeland · Niger · Nigeria · Noorwegen · Oeganda · Oostenrijk · Pakistan · Panama · Paraguay · Peru · Polen · Portugal · Puerto Rico · Roemenië · San Marino · Senegal · Sierra Leone · Singapore · Soedan · Sovjet-Unie · Spanje · Suriname · Syrië · Taiwan · Tanzania · Thailand · Trinidad en Tobago · Tunesië · Turkije · Tsjaad · Tsjecho-Slowakije · Uruguay · Venezuela · Verenigde Arabische Republiek · Verenigde Staten · Vietnam · Zambia · Zuid-Korea · Zweden · Zwitserland